# La Chapelle-du-Châtelard
La Chapelle-du-Châtelard je francouzská obec, která se nachází v departementu Ain v regionu Auvergne-Rhône-Alpes.

## Geografie
Obec na severozápadě sousedí s Romans, na severu se Saint-Georges-sur-Renon, na východě se Saint-Germain-sur-Renon, na jihovýchodě s Marlieux, na jihu s Bouligneux a Villars-les-Dombes, a na západě se Sandrans.
Vsí protéká řeka Chalaronne.

## Demografie
Populace:

## Historie a pamětihodnosti
První zmínka o obci pochází z 11. století. Během francouzské revoluce se ves dočasně přejmenovala na Beaumont-sur-Chalaronne.
- Kaple Notre-Dame-de-Beaumont, která byla v minulosti oblíbeným poutním místem. 22. ledna 1979 získala status historické památky.[4]
- Motte a pozůstatky hradu Châtelard založeného kolem roku 1200 Humbertem de Thoire-Villars.[5]
- Château des Creusettes v empírovém slohu.